# Kasumi Ishikawa
Kasumi Ishikawa (jap. 石川佳純 Ishikawa Kasumi); ur. 23 lutego 1993 w Yamaguchi – japońska tenisistka stołowa, brązowa medalistka drużynowych mistrzostw świata. Członkini kadry narodowej i olimpijskiej kobiet w tenisie stołowym. W 2009 roku, w rozgrywanych w Japonii mistrzostwach świata osiągnęła ćwierćfinał gry pojedynczej, gdzie uległa Chince Zhang Yining 1-4. W 2012 roku na Igrzyskach Olimpijskich w Londynie zajęła 4. miejsce, jako pierwsza Japonka w historii osiągnęła półfinał tego turnieju.
- Miejsce w światowym rankingu ITTF: 9 (według rankingu ITTF 04/2014).
- Rodzaj trzymania rakietki: shakehand (europejski)
- Styl gry: leworęczny, obustronny, szybki atak topspinowy z nastawieniem na backhand blisko stołu
- Sponsor główny: Nittaku

Sprzęt:
- deska: Nittaku Kasumi Special
- okładziny: Nittaku Fastarc G-1